# Lidija Gaile
Lidija Gaile   (16 de juliol de 1922) fou una atleta letona, especialista en el salt de llargada, que va competir sota bandera de la Unió Soviètica durant la dècada de 1940.
En el seu palmarès destaca una medalla de plata en el salt de llargada al Campionat d'Europa d'atletisme de 1946, rere la neerlandesa Gerda van der Kade-Koudijs i per davant la seva compatriota Valentina Vasilyeva. Va ser campiona de salt de llargada de la Unió Soviètica el 1946 i medalla de bronze en aquesta competició el 1945 i el 1947.
Un cop retirada es va graduar a l'Institut Pedagògic de Riga i treballà com a professora de llengua i literatura letona entre 1962 i 1978.

## Millors marques
- 100 metres. 12,4" (1942)
- 200 metres. 26,0" (1943)
- 80 metres tanques. 12,7" (1945)
- salt de llargada. 5,72 m (1946)[5]